# Лена Майер-Ландрут
Лена Майер-Ландрут (на немски: Lena Meyer-Landrut, известна като Лена) е германска певица, която представя Германия на песенния конкурс Евровизия през 2010 г. в Осло. Певицата печели конкурса с категорично мнозинство от гласовете. .
Лена Майер-Ландрут е внучка на немския дипломат Андреас Майер-Ландрут, който е посланик на Германия в СССР от 1980 до 1983 и от 1987 до 1989 г. 
Избрана е да представя Германия на Евровизия 2010 като победителка от конкурса „Нашата звезда за Осло“ (на немски: Unser Star für Oslo), излъчван в частната телевизия Pro 7 и в държавната ARD. Сингълът ѝ Satellite, с който участва на Евровизия заема първо място в чартовете и става платинен в Германия, второ в Австрия и второ в Швейцария, влиза в чартовете в Швеция на 41-во място. 
На 7 май 2010 г. е издаден първият ѝ албум – My Cassette Player, който влиза на първо място и става златен в Германия и достига третото място в чартовете на Швейцария и Австрия. 
След победата ѝ на Евровизия албумът ѝ се изкачва до първото място в чартовете на Норвегия. След това заема първите места в Швеция, Финландия, Швейцария и Дания и се връща на първо място в Германия. 

## Евровизия 2011
Лена Майер-Ландрут представя Германия за втори път в Песенния конкурс Евровизия с песента си Taken By A Stranger, но остава на 10-о място със 107 точки. Конкурсът се провежда в Дюселдорф. 

## Дискография

### Студийни албум
- My Casette Player (2010)
- Good News (2011)
- Stardust (2012)
- Crystal Sky (2015)
- Only Love, L (2019)

### Сингли
- Satellite (2010)
- Touch a New Day (2010)
- Taken by a Stranger (2011)
- What a Man (2011)
- Stardust (2012)
- Neon (Lonely People) (2013)
- Mr. Arrow Key (2013)
- Traffic Lights (2015)
- Wild & Free (2015)
- Beat to My Melody (2016)
- Lost in You (2017)
- If I Wasn't Your Daughter (2017)
- Thank You (2018)
- Don't Lie to Me (2019)
- Better (2019)